# Клювоголовые
Клювоголо́вые, или хоботноголо́вые, или ринхоцефалы, или сфенодонты, или ящерога́ды (лат. Rhynchocephalia), — один из четырёх современных отрядов пресмыкающихся, вместе с чешуйчатыми объединяемый в надотряд лепидозавров. Представители отряда обладают рядом архаичных признаков, в частности, развитым теменным глазом. Современные представители — гаттерии, населяющие Северный остров Новой Зеландии и близлежащие небольшие острова. До недавнего времени выделяли два вида ныне живущих гаттерий (Sphenodon punctatus и Sphenodon guntheri), однако в последние годы их самостоятельность поставлена под сомнение.

## Описание
Как гаттерия, так и вымершие клювоголовые характеризуются относительно небольшими размерами, обычно не превышающими около полуметра. Ряд признаков сближает их с чешуйчатыми пресмыкающимися: наличие ямки на конце языка, отхождение кожи от всего тела сразу при линьке, клоака, открывающаяся поперечной щелью, отсутствие отверстия в стремечке, срастание тазовых костей у взрослых особей, а также наличие плоскостей перелома в хвостовых позвонках, что позволяет им отбрасывать хвост. В отличие от чешуйчатых, клювоголовые имеют гастралии, нижнее височное окно закрыто или почти закрыто, при этом скуловая кость контактирует с чешуйчатой, на нижней челюсти имеется хорошо выраженный венечный отросток, а на предчелюстной кости имеется вырост.

## Классификация
В настоящее время в отряд включают 43 ископаемых и 2 современных вида, которые объединяют три семейства. Большинство видов описаны в составе монотипических родов:
- † Gephyrosauridae (парафилетическая группа[9])
  - † Gephyrosaurus
  - † Diphydontosaurus
  - † Planocephalosaurus
- † Плеврозавры (Pleurosauridae)
  - † Palaeopleurosaurus
  - † Pleurosaurus — 2 вида
- Клинозубые (Sphenodontidae)

- † Rebbanasaurus
- † Polysphenodon
- † Brachyrhinodon
- † Clevosaurus — 7 видов
- † Homoeosaurus — 3 вида
- † Kaikaifilusaurus
- † Kallimodon — 2 вида
- † Sapheosaurus
- † Ankylosphenodon
- † Pamizinsaurus
- † Zapatadon
- † Theretairus
- † Sphenovipera
- † Cynosphenodon
- Sphenodon — Гаттерии, 3 вида
- † Opisthias
- † Toxolophosaurus
- † Priosphenodon
- † Eilenodon

- роды incertae sedis

- † Derasmosaurus
- † Elachistosuchus
- † Godavarisaurus
- † Kawasphenodon
- † Lamarquesaurus
- † Leptosaurus
- † Pelecymela
- † Piocormus
- † Sigmala
- † Tingitana

Отдельные представители
- † Priosphenodon avelasi — вымерший вид клювоголовых, живших на территории современной Аргентины около 95 млн лет назад. Был описан в 2003 году на основе частичного скелета взрослой особи[10].